# شراب معطر

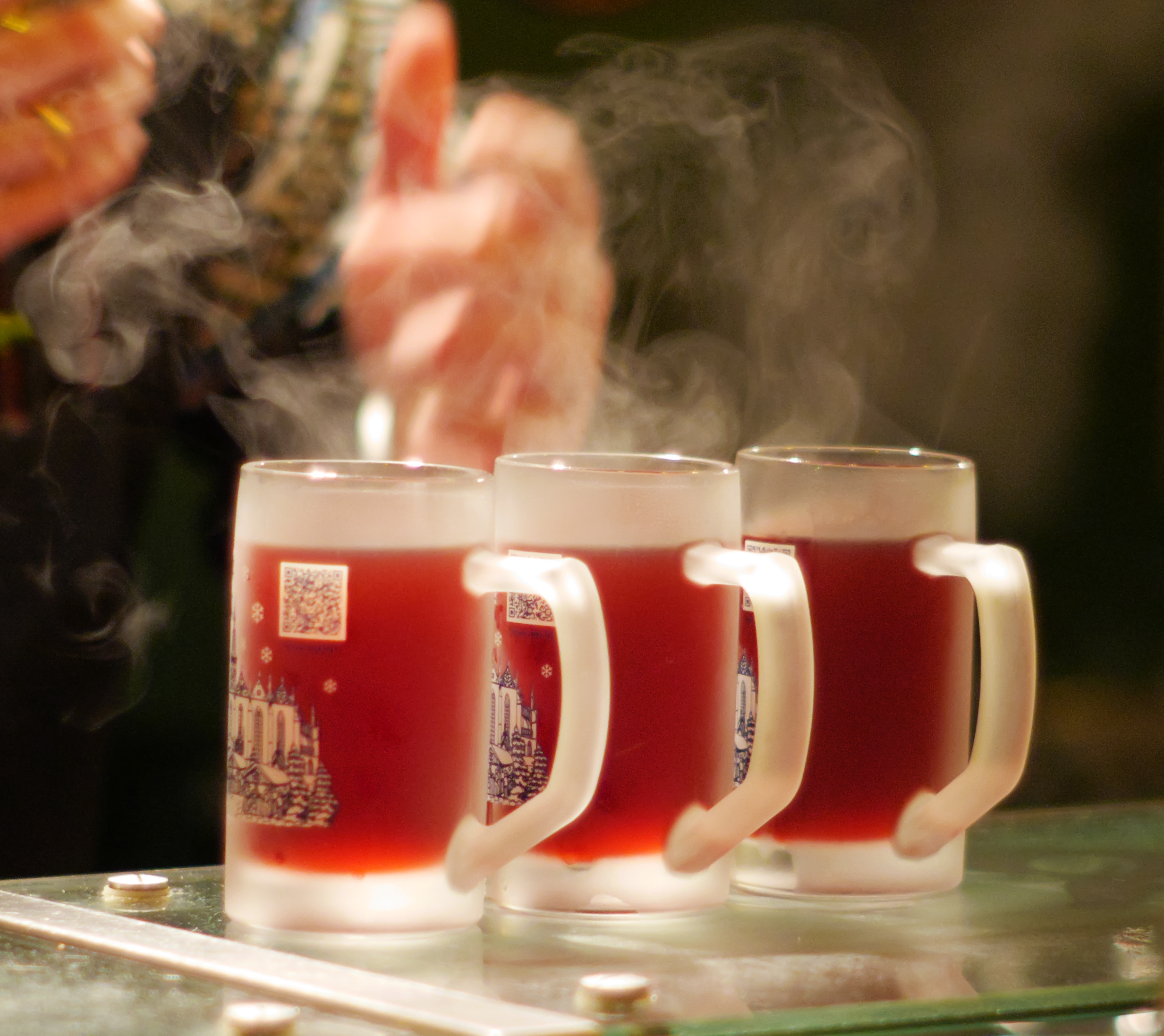
شراب معطر در بازار کریسمس آلمان

شراب معطر (mulled wine) نوشیدنی است که معمولاً از ترکیب شراب قرمز با ادویه‌های معطر مختلف یا کشمش ساخته می‌شود و هرچند نسخه‌های غیرالکلی برای تهیه آن نیز وجود دارد اما این نوشیدنی سنتی ویژه زمستان و به خصوص کریسمس عمدتاً به صورت الکلی و گرم یا داغ سرو می‌شود.

## تاریخچه
اولین سابقه ثبت شراب گرمادیده و طعم‌دار شده در تاریخ به رم و قرن دوم میلادی برمی‌گردد. رومیان که بر بخش عمده‌ای از اروپا چیره بودند در سراسر اروپا مسافرت می‌کردند و با سایر بخش‌های اروپا تجارت می‌کردند. آن‌ها شراب، فرهنگ موکاری و دستور العمل‌های شراب سازی را با خود تا رودخانه‌های راین و دانوب و از آنجا به مرزهای اسکاتلندی رساندند.
کتاب انگلیسی و قرون وسطایی "روش آشپزی" (The Forme of Cury) در سال ۱۳۹۰ میلادی دربارهٔ گونه‌ای شراب معطر می‌گوید: "طرز تهیه هیپوکراس Ypocras": دارچین، زنجبیل، گالانگال، میخک صدپر، فلفل بلند، جوز هندی، مرزنگوش، و "دانه بهشت" ("سنبل هندی یا spykenard de Spayn"، ممکن است رزماری جایگزین آن شود) را با هم آسیاب می‌کنیم. این مخلوط را با شراب قرمز و شکر در هم می‌آمیزیم (شکل و مقدار مواد بیان نشده‌است).

## بریتانیا

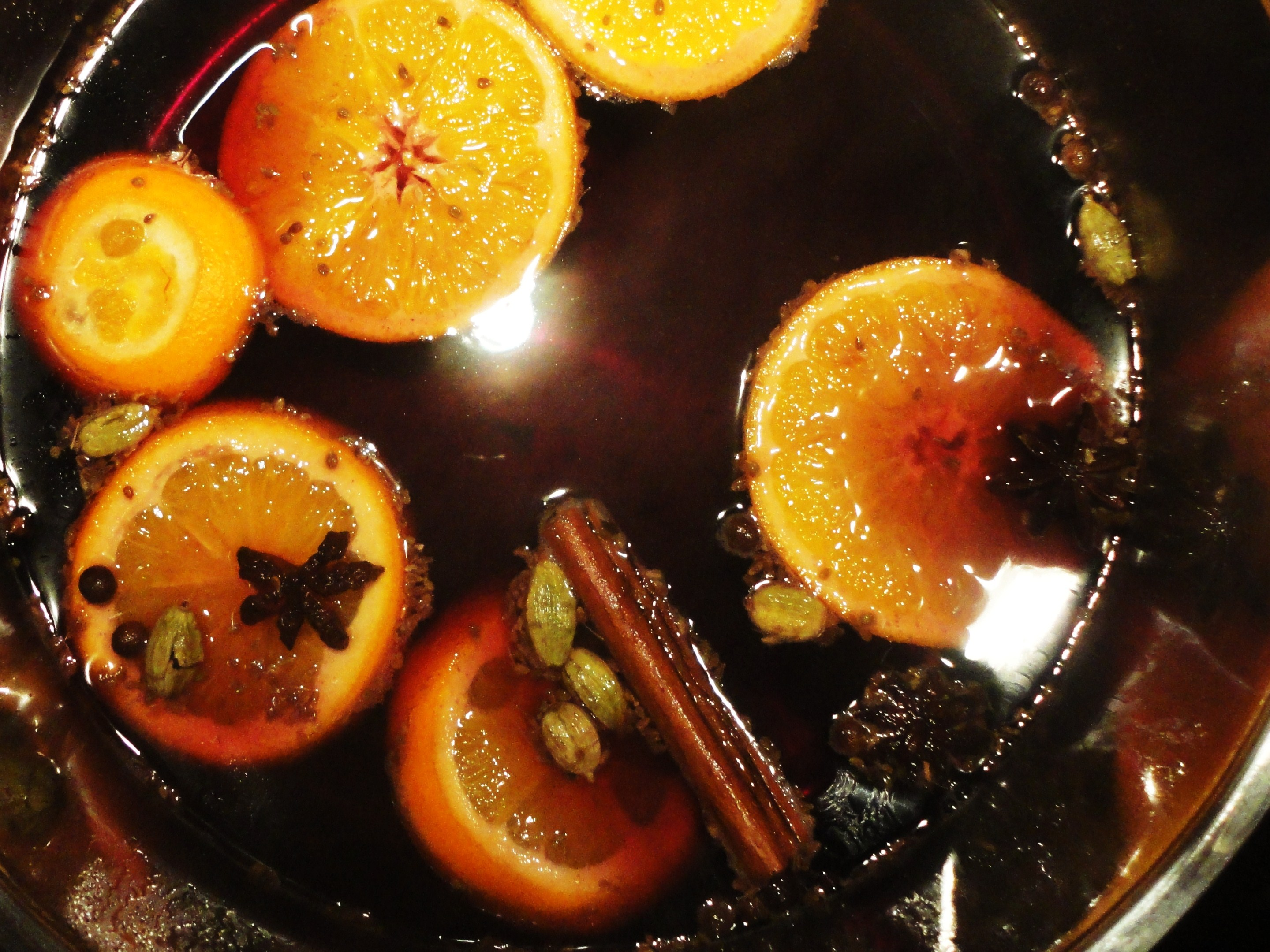
خواباندن شراب معطر

در انگلستان شراب معطر به عنوان نوشیدنی سنتی در زمان کریسمس بسیار محبوب است هرچند این محبوبیت در باقی اوقات زمستان کمتر است. در این دوران همچنین شراب سیب معطر (گاهی آبجوی معطر که بیشتر یک نوشیدنی سنتی است و چندان عمومیت ندارد) یا آب سیب معطر به عنوان جایگزین غیر الکلی این نوشیدنی نیز سرو می‌شود.

### در فرهنگ سنتی
در طول سالیان دستور تهیه شراب معطر با سلیقه و رسوم زمان تکامل یافته‌است. به عنوان مثال در عصر ویکتوریا شراب معطری با نام اسقف سیگارکش (Smoking Bishop) وجود داشته‌است که در کتابهای چارلز دیکنز از آن نام برده شده اما در عصر حاضر دیگر شناخته یا نوشیده نمی‌شود. یک دستور العمل سنتی تر را در کتاب مدیریت خانواده خانم بیتون (Mrs Beeton's Book of Household Management) در پاراگراف ۱۹۶۱ در صفحات ۹۲۹ تا ۹۳۰ از نسخه تجدید نظر شده سال ۱۸۶۹ می‌توان یافت:
طرز تهیه شراب معطر
مواد لازم: برای هر پاینت (۴۷۳ سی سی) شراب یک فنجان بزرگ سرپر آب، شکر و ادویه جهت طعم دار کردن.

در تهیه مقدمات آنچه که در بالا گفته شد تعیین نسبت دقیق مواد تشکیل دهنده مانند شکر و ادویه بسیار دشوار است چرا که مقادیری که ممکن است برای یک نفر دلپذیر باشد می‌تواند برای فرد دیگر بسیار ناراحت‌کننده باشد. ادویه‌ها را در آب بجوشانید تا اسانس آن‌ها خارج شود. سپس شراب و شکر را اضافه کنید و اجازه دهید تا دوباره به جوش آید، سپس با برش‌های نان تست و با بیسکویت سرو کنید. ادویه‌هایی که معمولاً برای شراب معطر استفاده می‌شود، میخک، جوز هندی رنده شده یا دارچین هستند. هر نوع شرابی را می‌شود طعم‌دار کرد اما معمولاً شراب پورت یا شراب کلارت برای این منظور استفاده می‌شوند که دومی نیاز به مقدار بیشتری شکر دارد. ظرفی که شراب در آن جوشانده می‌شود باید کاملاً تمیز باشد و صرفاً برای تهیه شراب معطر استفاده شود. ظروف حلبی که می‌توان به بهای اندکی خریداری نمود به مراتب مناسب تر از ماهیتابه‌ها گود هستند زیرا از آنجا که نمی‌توان آن‌ها را به‌طور دقیق تمیز کرد عطر و طعم بسیار ناخوشایندی را به شراب اضافه می‌کنند. این ظروف حلبی به هیچ وجه نباید مورد استفاده دیگری قرار گیرند. 

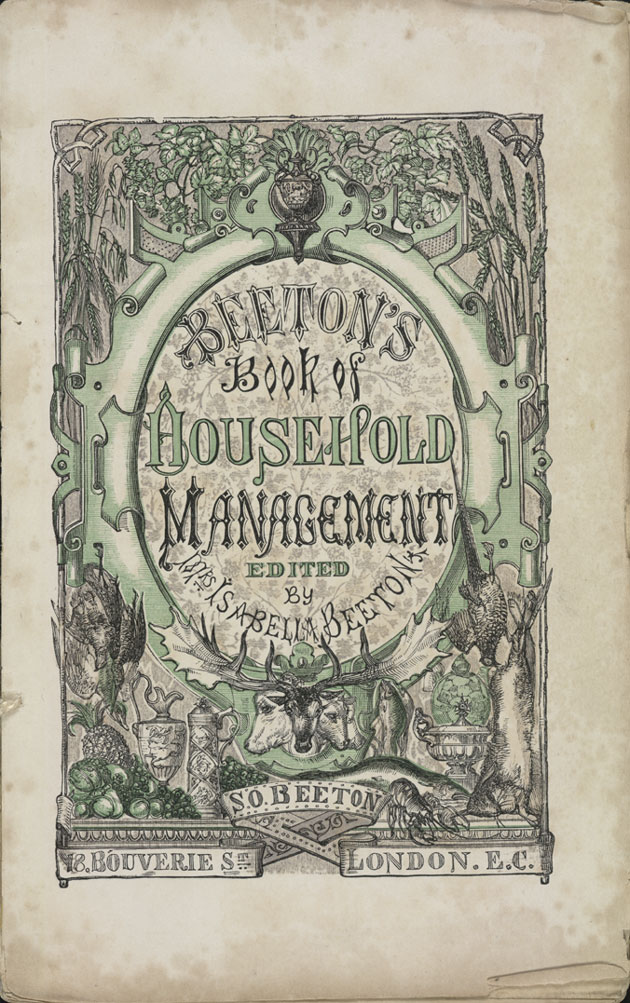
جلد کتاب مدیریت خانواده خانم بیتون

### در عصر حاضر
در فرهنگ معاصر انگلستان دستورالعمل خاصی برای تهیه شراب معطر و ادویه‌جات مرتبط با آن وجود ندارد. ادویه‌ها معمولاً ترکیبی از پرتقال، لیمو، دارچین، جوز هندی، دانه رازیانه (بادیان ختایی)، میخک، هل و زنجبیل هستند. ادویه‌ها را می‌توان پیش از اضافه کردن شراب قرمز در شربت قند مخلوط و جوشاند و سپس شراب قرمز را اضافه و پس از گرم کردن سرو نمود. همچنین می‌توان تغییراتی شامل اضافه کردن برندی یا شراب زنجبیل را نیز در دستورالعمل ایجاد کرد. اضافه کردن یک کیسه کوچک حاوی ادویه به شراب در حالی که شراب به همراه ورقه‌های از پرتقال در حال حرارت دیدن است نیز راه حل آسانی برای تهیه شراب معطر است. شراب معطر اغلب در لیوان دسته‌دار (فنجان) چینی یا شیشه ای (با حجم ۲۰۰ میلی لیتر) که گاهی با یک ورقه پرتقال و میخک تزیین و سرو می‌شود.